# عواطف البدر
عواطف البدر (مواليد 1940)، هي كاتبة دراما ومنتجة وإعلامية كويتية ومصنفة علي أنها رائدة مسرح الطفل في الكويت ومنطقة الخليج العربي، وهي الكاتبة الكويتية الاولي التي حققت للكويت أول جائزة دولية في مسرح الطفل.

## حياتها
ولدت الكاتبة عواطف احمد عبدالرحمن البدر القناعي في مدينة البصرة في العراق وذلك بحكم عمل وتجارة والدها آنذاك في المملكة العراقية، وهي رائدة مسرح الطفل في الكويت ومنطقة الخليج العربي، وقد أرست قواعد هذا المسرح وأصوله وحولته من مجرد أداة للترفيه إلى مؤسسة ثقافية وتربوية هادفة .. لم تكمل تعليمها الجامعي واكتفت بالحصول على الثانوية العامة ولحقتها بدورات تدريبية في الإعداد التلفزيوني والمسرح التربوي ، ودورة تثقيفية للمرأة في معهد الثقافة العالمية (1990) وأخرى في الكتابة المسرحية في المعهد العالي للفنون المسرحية - الدراسات الحرة (1998)، كما عملت مدرّسة في المدارس الحكومية في رياض الأطفال والصفوف الابتدائية والمتوسطة (1965 -1963) إلى أن أصبحت ناظرة، كذلك اضطلعت بمهمة إعداد مسرحيات مدرسية هادفة وتأليفها وإخراجها وقُدمت ضمن احتفالات مدارس وزارة التربية الكويتية (1969-1963) ، وبعد ذلك تولت مهمة قارئة نصوص درامية في تلفزيون الكويت (1977-1970).

### فرقة مسرح الطفل
أسست عام 1976 فرقة «مسرح البدر للاطفال للانتاج والتوزيع الفني» (إذاعة - تلفزيون - سينما - مسرح) وتعتبر أول فرقة مسرحية متخصصة بتقديم مسرحيات للاطفال في الكويت والخليج العربي.

### العمل الاذاعي
- تأليف مسلسل «أبناؤنا» (130 حلقة)، يناقش المشاكل التربوية، بأسلوب درامي علمي، ابتداء من مرحلة الروضة حتى الثانوية العامة (1992 - 1993) بث في إذاعة الكويت.
- تأليف مسلسل «الطموح»، يتطرق إلى طموح المعاقين.
- إعداد عشرات الأعمال الإذاعية التي قدمت في إذاعة دولة الكويت وإذاعات دول المنطقة.

## مساهمات تلفزيونية

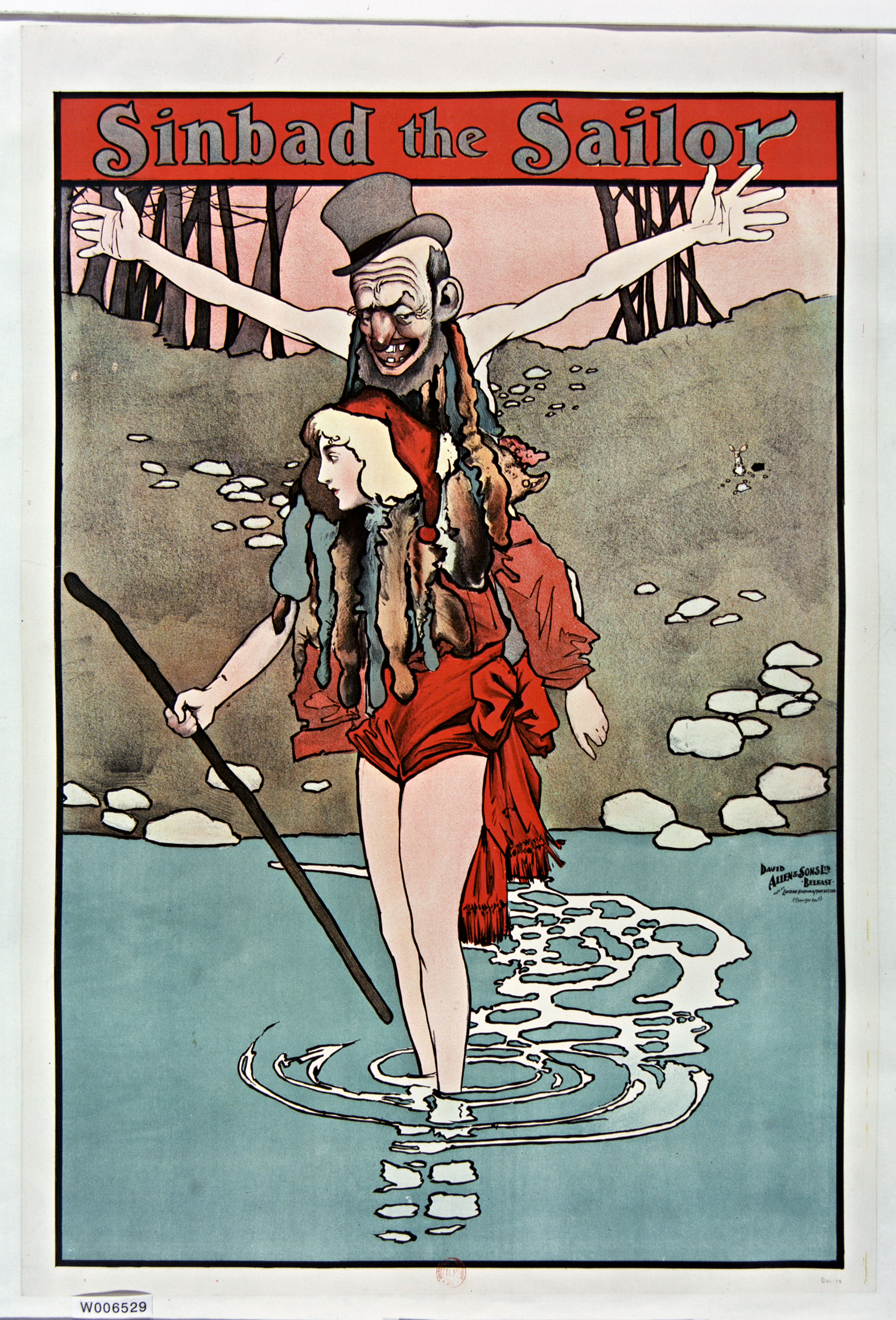
بوست مسرحية السندباد البحري وهي أول مسرحية كويتية مخصصة للطفل للكاتبة عواطف البدر

بوست مسلسل إلى أبي وأمي مع التحية أهم ما انتجته الكاتبة عواطف البدر

- إعداد «مشكلة وحلّ»، برنامج اجتماعي تربوي (1977- 1970).
- إنتاج «مملكة العجائب» عمل تربوي للأطفال تأليف طارق عثمان.
- إنتاج إلى أبي وأمي مع التحية (جزءان) مسلسل اجتماعي تأليف طارق عثمان وإخراج حمدي فريد.
- إنتاج مجموعة من الأوبرات الخاصة بالعيد الوطني والمناسبات الوطنية والمناسبات الاجتماعية.
- إنتاج «المصير» مسلسل اجتماعي تلفزيوني، إعداد طارق عثمان، إخراج كاظم القلاف.
- إنتاج «مبارك» مسلسل اجتماعي كوميدي، تأليف عواطف البدر، إخراج كاظم القلاف.
- إنتاج «بحر العطاء» والأعوام الضائعة»... وهي سهرات تلفزيونية تعالج قضايا متنوعة، إخراج عبد العزيز المنصور.
- تأليف مسلسل «مسابقات رمضان» الخاص بموسم 1993 إنتاج تلفزيون الكويت.
- تأليف «عرس الغد» (1995) سهرة تلفزيونية تعالج انعكاس الغزو العراقي الغاشم على المعاقين، إنتاج تلفزيون الكويت.
- إعداد سهرات تلفزيونية قدمها تلفزيون الكويت.
- تأليف خمس عشرة سهرة تلفزيونية بعنوان «وجوه بلا أقنعة».
- تأليف ثلاث سهرات تلفزيونية بعنوان «خلف الأسوار».
- تاليف مسلسل «زحف العقارب». (2003)
- تاليف مسلسل «همس الحراير». (2007)
- تاليف مسلسل «وهج الشموع». (2011)
- تأليف سهرة «رائحة الحنة» وفازت في مهرجان القاهرة.

## العمل الصحافي
- كاتبة غير متفرغة في مجلة الطليعة (1976- 1965).
- مسؤولة عن تحرير صفحة «أنت وطفلك» الخاصة بثقافة الأطفال، في جريدة القبس (1996 لغاية اليوم).
- نشرت دراسات مسرحية ونقدية في جريدة الطليعة (1997 -1998).
- نشرت مقالات نقدية مسرحية في صحف محلية متنوعة.

## مؤتمرات ومهرجانات
- مهرجان الفاتح للمسرح، طرابلس ، الجماهيرية الليبية (1979).
- مهرجان اليوبيل الفضي لـ فرقة مسرح الخليج العربي، دولة الكويت (1987).[6]
- المهرجان المسرحي المحلي ، دولة الكويت (1987).
- مؤتمر تقنية الاتصالات الثقافية، جمعية المعلمين الكويتية ، دولة الكويت (1994).
- مهرجان القرين الثقافي الأول، دولة الكويت (1994).
- المؤتمر السنوي الثالث للارتقاء بالخدمات العامة، مجلس الوزراء الكويتي (مايو 1995).
- مهرجان التلفزيون في مملكة البحرين (مارس 1997) عبر تقديم سهرة «أختي .. ولكن» تأليفاً.
- مهرجان القاهرة للأعمال التلفزيونية والإذاعية (1997).
- مهرجان القاهرة الدولي للمسرح التجريبي في مصر (1997) عبر تقديم بحث عن «مسرح المرأة في منطقة الخليج العربي».
- الندوة الدولية للكتابة إلى الطفل وتحديات القرن الحادي والعشرين، وزارة الثقافة، تونس (1997) عبر تقديم بحث بعنوان «مسرح الطفل في دولة الكويت - مسارات الكتابة ومسارات الإنتاج».
- ملتقى الشباب المسرحي الثاني، جامعة الكويت (1997).
- ورشة كتابة السيناريو للقناة الإسلامية، اللجنة الاستشارية العليا واستكمال تطبيق أحكام الشريعة الإسلامية، الديوان الأميري الكويتي (1998).
- مهرجان القاهرة للأعمال التلفزيونية والإذاعية (1998).
- المؤتمر الدولي الأول لطفل الروضة في دولة الكويت
- مؤتمر الرعاية النفسية والتربوية ومتطلبات العصر (1998) عبر تقديم بحث بعنوان: «طفل الروضة .. ووسائل الإعلام في إطار مقومات التنشئة الاجتماعية لطفل الروضة وأهم معوقات هذه التنشئة».
- اليوم الثقافي لمشروع بيت السعادة - الأمانة العامة للأوقاف ، دولة الكويت (1998).

## العضوية واللجان
- عضو في قراءة النصوص المسرحية - المجلس الوطني للثقافة والفنون والآداب ، (1994 لغاية اليوم).
- عضو في لجنة تحكيم المسرحيات الخاصة بالأطفال - المجلس الوطني للثقافة والفنون والآداب.
- عضو في لجنة ملتقى الشباب المسرحي - جامعة الكويت.
- عضو مشارك في ورشة الكتابة الإبداعية في برنامج افتح يا سمسم مؤسسة الإنتاج البرامجي المشترك.

## جوائز وشهادات تقديرية
- جائزة العرض المسرحي الأول عن إنتاج مسرحية «البساط السحري» للأطفال في مهرجان الفاتح - ليبيا (1979).
- جائزة الجهد المسرحي في مهرجان المسرح العربي في الكويت.
- شهادات تقدير من وزارتي الإعلام والثقافة في دول مجلس التعاون لدول الخليج العربي بمناسبة تقديم عروض مؤسسة البدر في هذه الدول.[7]
- شهادة تقدير من المجلس الوطني للثقافة والفنون والآداب ، عن المشاركة في مهرجان القرين الثقافي الأول، الكويت.
- شهادة تقدير من الاتحاد العام لعمال الكويت.
- شهادة تقدير من شركة صناعة الكيماويات البترولية.
- شهادة تقدير من جامعة الكويت.
- شاركت في مهرجان القاهرة وحازت على جائزة.
- شهادة تقدير من مهرجان القاهرة التلفزيوني عن السهرتين التلفزيونيتين : «لا يا أبي» و«رائحة الحنة».
- كرّمت في مهرجان الكويت المسرحي العاشر (2009).

## حياتها الخاصة
الكاتبة عواطف البدر متزوجة من مواطنها وإبن عمها المهندس الراحل عبد العزيز يوسف بن عيسي القناعي ، وانجبت منه ولدين هما : سعود - فيصل (توفي) ، وهي شقيقة وتوأم مصممة الازياء الكويتية رجاء البدر .

## أعمال من إنتاجها
| سنة الإنتاج   | اسم العمل                    | المؤلف            | تصنيفه                   | إخراج            |
| ------------- | ---------------------------- | ----------------- | ------------------------ | ---------------- |
| 1978          | السندباد البحري              | محفوظ عبد الرحمن  | مسرحية                   | منصور المنصور    |
| 1978          | البساط السحري                | مهدي الصايغ       | مسرحية                   | منصور المنصور    |
| 1980          | ألف. باء. تاء                | خالد الخشان       | مسرحية                   | منصور المنصور    |
| (1980 - 1982) | إلى أبي وأمي مع التحية       | طارق عثمان        | مسلسل تربوي إجتماعي      | حمدي فريد        |
| 1982          | قفص الدجاج                   | محمد عبد الله حسن | مسرحية                   | منصور المنصور    |
| 1981          | العفريت                      | خلف أحمد خلف      | مسرحية                   | منصور المنصور    |
| 1983          | سندريللا                     | السيد حافظ        | مسرحية                   | منصور المنصور    |
| 1984          | الإنسان الآلي                | مهدي الصايغ       | مسرحية للشباب            | منصور المنصور    |
| 1985          | الطنطل يضحك                  | حيدر البطاط       | مسرحية                   | منصور المنصور    |
| 1985          | حلوة يا دنيا                 | حيدر البطاط       | أول مسرحية تقدم للمعاقين | عثمان عبد المعطي |
| (1986 -1987)  | الخروف البهلوان              | حيدر البطاط       | مسرحية                   | منصور المنصور    |
| 1994          | روز والأراجوز                | عواطف البدر       | مسرحية                   | كاظم الزامل      |
| 1996          | الدانة                       | عواطف البدر       | مسرحية                   | الدكتور حسن خليل |
| 1998          | النوخذة الصغير «قانون الأرض» | عواطف البدر       | مسرحية                   | عواطف البدر      |